# Каннамский блюз
Каннамский блюз (кор. 강남 1970강남 1970 — досл. Каннам 1970) — южнокорейский нуар-боевик 2015 года. Сценаристом и режиссёром выступил Ю Ха, а главные роли исполнили Ли Мин Хо и Ким Рэ Вон. Действие фильма разворачивается в 1970-е годы на фоне развития района Каннам в Сеуле, социально-политической нестабильности и терроризма. Два друга детства втягиваются в преступный сговор и борьбу между политическими силами и криминальными группировками.

## Сюжет
В 1970-х годах, во время расцвета политической коррупции, южный район Сеула Каннам постепенно развивается. Два друга Ким Чон Дэ (Ли Мин Хо) и Ён Ги (Ким Нэ Вон) пытаются изменить свою непростую жизнь. Они попадают в разные группировки.
Спустя три года Ким Чон Дэ живёт как приёмный сын бывшего главаря банды Гиль Су, а Ён Ки поднялся в одной из преступных организаций. Хитрая Мин Сон Хэ знакомит Чон Дэ с опальным политиком Со Тхэ Гуном, который соглашается помочь в обмен на услугу, которая способна вернуть его на политическую арену. Чон Дэ вместе с другом детства Ён Ги решает разработать план, как разбогатеть. Их общим делом становится борьба за Каннам, который они путём финансовых и политических махинаций планируют превратить в прибыльный район Сеула.
Пока банды сражаются за землю и привилегии, Ён Ги переходит на сторону Чон Дэ и убивает главаря Гиль Су, чтобы спасти свою жизнь. Банда Ён Ги подговаривает его избавиться от Чон Дэ и сосредоточить власть в своих руках. Старые друзья сталкиваются с противоречием и недоверием друг к другу. Со Тхэ Гун начинает новую страницу в своей карьере и нанимает убийц, чтобы избавиться от Чон Дэ и Ён Ки. Постановлением правительства район Каннам присоединён к границам Сеула.

## В ролях
| Актёр        | Роль         |
| ------------ | ------------ |
| Ли Мин Хо    | Ким Чон Дэ   |
| Ким Нэ Вон   | Ён Ки        |
| Чон Джи Ён   | Гиль Су      |
| Ким Джи Су   | Мин Сон Хэ   |
| Ким Соль Хён | Кан Сон Хэ   |
| Ю Сын Мок    | Со Тхэ Гун   |
| Хан Чжэ Ён   | Пак Джан Бэй |
| Чон Хо Бин   | Ян Ги Тхэк   |
| Чхве Джин Хо | Пак Сын Гу   |
| Ом Хё Соп    | Ким Джун Гю  |
| Хо Сон Мин   | Чэ Биль      |
| Чхве Бён Мо  | Мун          |

## Производство
Этот фильм стал последним из трилогии «уличная серия» режиссёра Ю Ха после вышедших «Однажды в школе» (2004) и «Карнавал бесчестия» (2006).
Ю изначально не хотел снимать Ли Мин Хо, считая его игру в сериале «Мальчики краше цветов» «никуда не годной», а сам актёр был «красив, как герой манхвы». Но жена режиссёра переубедила его, и актёр смог полностью изменить свой образ. У Ли Мин Хо была любовная сцена с актрисой Ким Чжи Су, но она не вошла в фильм при монтаже, поскольку Ю посчитал её не важной для сюжета.
Также Ю потребовал от актёра Ким Нэ Вона сбросить 15 килограммов, так как его герой в начале фильма занят тяжёлым физическим трудом. Ким похудел за один месяц и заметил, что его боевые сцены теперь смотрятся реалистично.
Съёмки фильма начались 16 апреля 2014 года и завершились 31 августа 2014 года.
Рабочим названием значилось «Каннамский Блюз» (кор. 강남 블루스), которое в октябре 2014 года изменили на «Каннам 1970». Первое название сохранилось для международного проката.

## Премьера

### Южная Корея
Фильм показывался в 684 кинотеатрах Южной Кореи с 21 января 2015 года. Несмотря на «ограниченный рейтинг», в первый день продано 152 500 билетов. За 5 дней фильм посмотрели 1 097 103 человека. За 35 дней фильм увидели 2,19 млн кинозрителей.

### Китай
На китайский рынок фильм вышел в усечённом виде в марте 2015 года. Новый выпуск включал больше сцен с Ли Мин Хо, в том числе любовную линию между героями Ли и Ким Джи Су и альтернативный финал.

## Критика
В Modern Korean Cinema Пирс Конран назвал фильм «пробуждающей и весьма занимательной сагой, которая рассказывает простую историю братства и предательства в тяжёлый период, связанный с насилием и коррупцией», и оценил его как «один из самых красиво поставленных и богато снятых корейский фильмов когда-либо созданных» в Корее. Он высоко оценил работу Ли Мин Хо, но работу Ким Нэ Вона посчитал «менее глубокой». Однако эта игра Кима является лучшей с 2006 года, когда он также воплотил образ бандита.

## Награды и номинации
| Год  | Награда                                            | Категория                   | Получатель   | Результат |
| ---- | -------------------------------------------------- | --------------------------- | ------------ | --------- |
| 2015 | 51st Paeksang Arts Awards                          | Лучший начинающий актёр     | Ли Мин Хо    | Номинация |
| 2015 | 51st Paeksang Arts Awards                          | Лучшая начинающая актриса   | Ким Соль Хён | Номинация |
| 2015 | 51st Paeksang Arts Awards                          | Самый популярный актёр      | Ли Мин Хо    | Победа    |
| 2015 | 19th Bucheon International Fantastic Film Festival | Премия Производителей Выбор | Ли Мин Хо    | Победа    |
| 2015 | 52nd Grand Bell Awards                             | Лучший начинающий актёр     | Ли Мин Хо    | Победа    |
| 2015 | 52nd Grand Bell Awards                             | Лучшая начинающая актриса   | Ким Соль Хён | Номинация |
| 2015 | 36th Blue Dragon Film Awards                       | Лучший начинающий актёр     | Ли Мин Хо    | Номинация |
| 2015 | 36th Blue Dragon Film Awards                       | Лучшая начинающая актриса   | Ким Соль Хён | Номинация |
| 2015 | 36th Blue Dragon Film Awards                       | Техническая премия          | Син Чжэ Мён  | Номинация |
| 2015 | 36th Blue Dragon Film Awards                       | Популярная звезда           | Ли Мин Хо    | Победа    |
| 2015 | 36th Blue Dragon Film Awards                       | Популярная звезда           | Ким Соль Хён | Победа    |
| 2016 | 5th Marie Claire Film Festival                     | Новичок                     | Ким Соль Хён | Победа    |
| 2016 | 11th Max Movie Awards                              | Восходящая звезда           | Ким Соль Хён | Победа    |